# ナポレオンフィッシュと泳ぐ日
『ナポレオンフィッシュと泳ぐ日』（ナポレオンフィッシュとおよぐひ）は、1989年6月1日にEPIC/SONY RECORDS / M's Factoryから発売された佐野元春の6枚目のアルバム。
『ナポレオンフィッシュと泳ぐ日』の完全生産限定盤である『ナポレオンフィッシュと泳ぐ日 限定編集版』（2008年6月4日発売）も本項で記す。

## 概要
前作『Café Bohemia』から2年半振りのアルバムで、LP盤で発売された最後の作品である。
本作は、プロデューサーにコリン・フェアリーを迎え、ロンドンで殆どの作業を行い、現地のミュージシャンを起用して行われた。当初は前作に続き、THE HEARTLANDとの制作を考えて居た様だが方針の変化があった様で、先述の通り現地ミュージシャンとの制作に変更した。
先行シングル「約束の橋」のミュージック・ビデオも、ロンドンで撮影された。
2013年2月20日には、Blu-spec CD2で再発売された。

## 収録曲
| 全作詞・作曲・編曲: 佐野元春。 |                                                     |          |            |      |
| #                              | タイトル                                            | 作詞     | 作曲・編曲 | 時間 |
| 1.                             | 「ナポレオンフィッシュと泳ぐ日」(Napoleon Fish Day) | 佐野元春 | 佐野元春   | 3:06 |
| 2.                             | 「陽気にいこうぜ」(Shake It Up)                     | 佐野元春 | 佐野元春   | 3:29 |
| 3.                             | 「雨の日のバタフライ」(Butterfly)                   | 佐野元春 | 佐野元春   | 3:15 |
| 4.                             | 「ボリビア―野性的で冴えてる連中」(Bolivia)          | 佐野元春 | 佐野元春   | 3:19 |
| 5.                             | 「おれは最低」(Low)                                 | 佐野元春 | 佐野元春   | 2:39 |
| 6.                             | 「Sブルーの見解」(Vision Of Blue)                   | 佐野元春 | 佐野元春   | 3:43 |
| 7.                             | 「ジュジュ」(Juju)                                  | 佐野元春 | 佐野元春   | 2:40 |
| 8.                             | 「約束の橋」(The Bridge)                            | 佐野元春 | 佐野元春   | 4:21 |
| 9.                             | 「愛のシステム」(System Of Love)                    | 佐野元春 | 佐野元春   | 3:31 |
| 10.                            | 「雪―あぁ世界は美しい」(The World Is Beautiful)     | 佐野元春 | 佐野元春   | 5:49 |
| 11.                            | 「新しい航海」(New Voyage)                          | 佐野元春 | 佐野元春   | 3:04 |
| 12.                            | 「シティチャイルド」(City Child)                    | 佐野元春 | 佐野元春   | 3:26 |
| 13.                            | 「ふたりの理由」(Soulmates)                         | 佐野元春 | 佐野元春   | 4:10 |
| 合計時間:                      | 合計時間:                                           | 46:32    |            |      |

## 楽曲解説
1. ナポレオンフィッシュと泳ぐ日[注 2] -Napoleon Fish Day- [注 3]
  - 同年の8月21日に8cmシングルとしてシングル・カットされた。
2. 陽気にいこうぜ -Shake It Up-
  - 1992年発売ベスト・アルバム「No Damage II (GREATEST HITS 84-92)」に中間部を編集したヴァージョンが収録された。
3. 雨の日のバタフライ -Butterfly-
  - 「シティチャイルド」のC/W曲。
4. ボリビア―野性的で冴えてる連中 -Bolivia-
5. おれは最低 -Low-
6. ブルーの見解 -Vision Of Blue-
7. ジュジュ -Juju-
  - 「ナポレオンフィッシュと泳ぐ日」のC/W曲。2011年発売セルフカバー・アルバムに採用された。
8. 約束の橋 -The Bridge-
  - 先行シングル。シングルバージョンには無かったイントロ前のカウントを取る佐野の声が入っている。
  - 1992年にフジテレビ系ドラマ『二十歳の約束』の主題歌[5]となり、ボーカルなど再録して再リリースされ、70万枚以上の売上を記録。
9. 愛のシステム -System Of Love-
10. 雪―あぁ世界は美しい -The World Is Beautiful-
  - 同年の12月9日に、VHSビデオ若しくはβビデオとのスペシャル・パッケージ仕様でシングル・カットされた。但し、曲を短く編集したヴァージョンである。
11. 新しい航海 -New Voyage-
  - 1992年発売ベスト・アルバム「No Damage II (GREATEST HITS 84-92)」に、THE HEART LANDとの再録ヴァージョンが収録された。
12. シティチャイルド -City Child-
  - 同年の10月8日に8cmシングルとしてシングル・カットされた。
13. ふたりの理由 -Soulmates-
  - 「雪―あぁ世界は美しい」のC/W曲。

## ナポレオンフィッシュと泳ぐ日 限定編集版

### 概要
『ナポレオンフィッシュと泳ぐ日』発売19周年を経て、2008年6月4日、CD2枚とDVD1枚で完全生産限定盤で発売。Disc1は2005年12月21日、紙ジャケット仕様発売時のリマスター音源を使用。Disc2はTHE HEARTLANDとのデモセッションと、完全未公開曲の初出。Disc3は『横浜スタジアム‘89・夏』 と題された、1989年8月24日・25日に開催されたライヴ映像を収録。

### 収録曲
Disc1 - CD / ORIGINAL TRACKS
1. ナポレオンフィッシュと泳ぐ日
2. 陽気にいこうぜ
3. 雨の日のバタフライ
4. ボリビア―野性的で冴えてる連中
5. おれは最低
6. ブルーの見解
7. ジュジュ
8. 約束の橋
9. 愛のシステム
10. 雪―あぁ世界は美しい
11. 新しい航海
12. シティチャイルド
13. ふたりの理由

Disc2 - CD / RARE TRACKS
1. 新しい航海 (The Heartland demo version)
2. シティチャイルド (The Heartland demo version)
3. 愛のシステム (The Heartland demo version)
4. 愛することってむずかしい (Album outtake)
5. 枚挙に暇がない (Unreleased)
6. ナポレオンフィッシュと泳ぐ日 (Studio live mix)
7. ジュジュ (Studio live mix)
8. 愛のシステム (Studio live mix)
9. モスキート・インタリュード (Album outtake)
10. 雪―あぁ世界は美しい (The Heartland demoversion)

Disc3 - DVD / Live at Yokohama Stadium Summer '89
1. 新しい航海
2. ナポレオンフィッシュと泳ぐ日
3. シティチャイルド
4. ふたりの理由
5. 愛することはむずかしい
6. ボリビア―野性的で冴えてる連中
7. 愛のシステム
8. 俺は最低
9. ジュジュ

BONUS TRACK
1. シェイム―君を汚したのは誰
2. ストレンジ・デイズ―奇妙な日々
3. 月と専制君主
4. 99ブルース
5. ハッピーマン